# فلکی شروانی

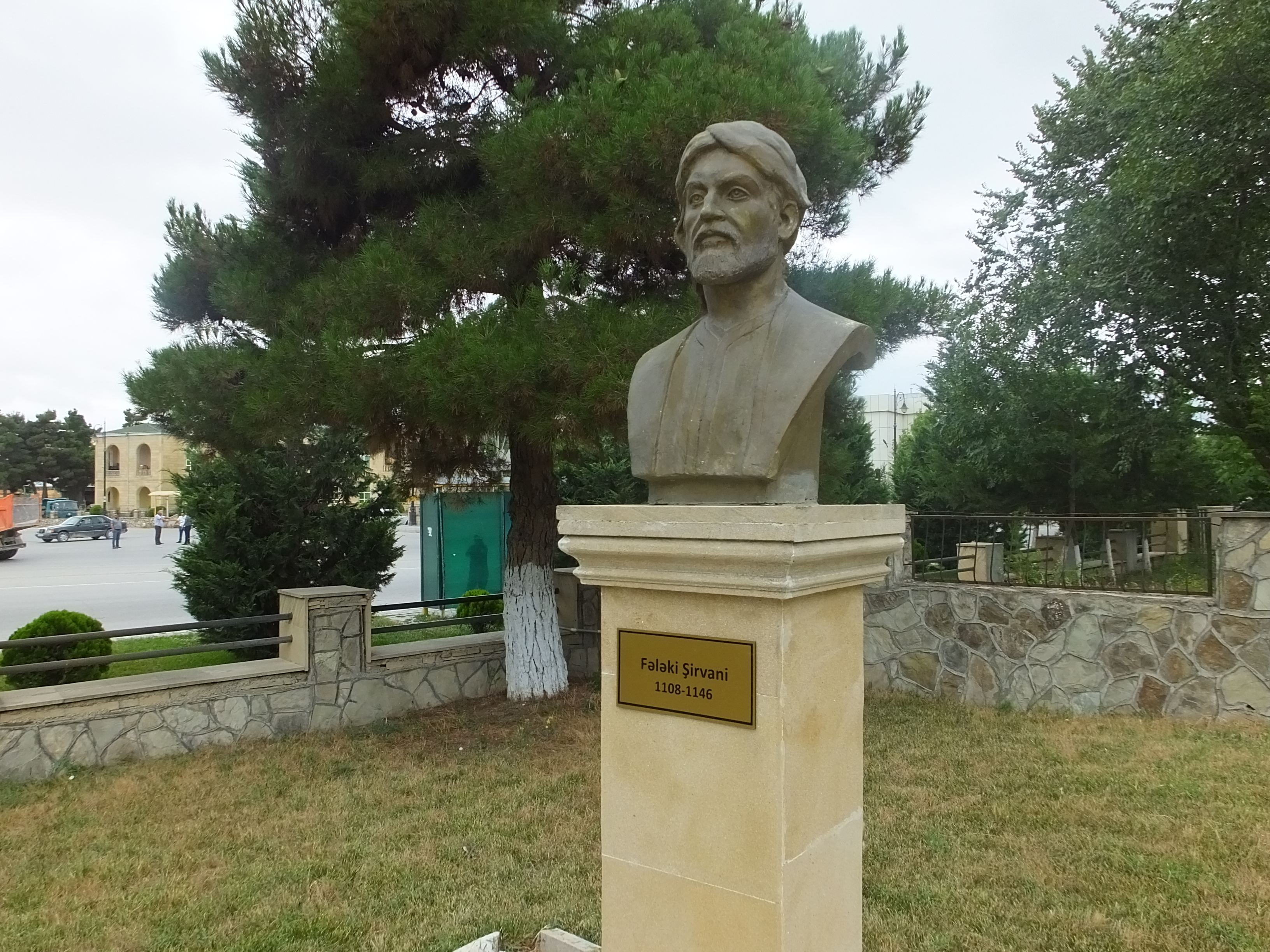
تندیسی از فلکی شَروانی در آذربایجان - ۲۰۱۹

ابو النظام محمد فلکی شَروانی (زاده تقریباً ۵۰۱ ه، درگذشته ۵۴۰ ه) شاعر پارسی‌گوی ایرانی از قرن ششم هجری است. وفات او به نقل تقی‌الدین کاشی در ۵۸۷ هجری قمری و به گفتهٔ بعضی در ۵۷۷ هجری قمری بوده‌است.
نام او به روایت اکثر تذکره‌نویسان محمد و لقبش نجم‌الدین یا افصح‌الدین می‌باشد و فلکی تخلصی است که در اشعار او مکرر آمده و معاصرین هم به این نام او را خوانده‌اند. فلکی سخنگویی نغز و نازک‌خیال است و در حد ممکن از عبارات نامعمول احتراز کرده‌است. اشعار او تا حدی روان و از تکلفات ادبی برکنار و به رویهٔ مسعود سعد نزدیک است.
از اشعارش در حدود ۱۲۰۰ بیت پراکنده به‌جای مانده‌است. این اشعار، حتی در مواردی هم که به مسایل علمی اشاره می‌شود، نسبتاً ساده است، چنان‌که گویی تا حدی می‌خواسته از مسعود سعد پیروی کند؛ هرچند که این سبک دیگر متروک شده بود. تنها تصحیحی که تاکنون از دیوان این شاعر در ایران انجام پذیرفته، چاپ طاهری شهاب است که در سال ۱۳۴۵ از سوی انتشارات کتابخانه ابن سینا منتشر شد . پیش از آن ، دیوانی از این شاعر توسط محمد هادی حسن خان در لندن به سال ۱۹۲۹ میلادی چاپ شده بود که این چاپ ناقص و ناتمام، در دسترس طاهری شهاب ( مصحّح دیوان فلکی شروانی ) بوده و در حواشی ابیات به آن اشاره کرده‌است . این چاپ دربردارنده تعداد محدودی از قصاید، غزلیات ، ترکیب‌بند و رباعیات این شاعر است که مجموعاً شامل ۲۰۰۰ بیت از دیوان این شاعر است. در حالی که در تذکره‌ها و کتب تاریخ ادبیات ، دیوان وی را تا هفت هزار بیت نیز نوشته‌اند.

## پیشینه
زادگاه او شماخی دارالملک شروان است، و اتفاق گذشتگان بر این که وی ستایشگر شروانشاهان است ممکن است مؤید این احتمال شمرده شود.
ابو النظام محمد فلکی شیروانی تحصیلات عمیقی انجام داد و به‌ویژه در ستاره‌شناسی کارآزموده شد و در آن فن رساله‌ای فاضلانه نوشت. تخلصش نیز، چنان‌که پیداست، با اخترشناسی ارتباط دارد. هادی حسن این روایت را که وی شاگرد ابوالعلای گنجوی و معلم خاقانی بوده بیش‌تر مبتنی بر تخیل می‌داند تا بر واقعیت و عقیده دارد که، برخلاف آنچه روایت می‌شود، بیش‌تر چنین احتمال می‌رود که فلکی تحت حمایت و سرپرستی خاقانی بوده و تعلیم او را بر عهده نداشته‌است. فلکی هیچ‌یک از شاعران معاصر خود را به نحوی قابل ذکر نمی‌داند، و برخلاف، خود را هم‌ردیف ابو تمّام (وفات: ۲۳۰ ه) و ابو نواس (وفات: ۱۹۸ ه) می‌شمارد که البته به سبب چند بیت معدود عربی که در قصیده‌هایش آورده نیست.
فلکی سراسر زندگی را در دربار شروان‌شاه مشهور، منوچهر دوم، پسر فریدون، به سر برد، و برخلاف دیگران، جز مخدوم خود هیچ‌کس را در قصاید لطیفی که می‌سرود نستود. باوجود این سعایت، رقیبان او را نیز، چون خاقانی، مجیر و شاید هم ابو العلا، به زندان افکند. این واقعه سخت او را تکان داد. از دیوانش پیداست که پس از مرگ منوچهر دیری نزیست و این موضوع با آنچه در شکواییهٔ خاقانی راجع به زندگی کوتاه فلکی آمده مطابقت دارد. از این‌رو، سال‌های ۵۸۷ ه یا ۵۷۷ ه، که به عنوان سال مرگ وی تعیین شده، قابل قبول نیست.